# Luca Parlato
Luca Parlato (Vico Equense, 25 giugno 1991) è un canottiere italiano, medaglia d'oro nel due con ai Campionati del mondo di canottaggio 2013.

## Biografia
Nato nel 1991 a Vico Equense, comune dell'odierna città metropolitana di Napoli, Luca Parlato ha iniziato la sua attività sportiva nel 2007 presso il Circolo Nautico Stabia, attualmente fa parte del Gruppo sportivo della Marina Militare di Sabaudia.
Nel 2008 ha partecipato ai Campionati mondiali junior, svoltisi a Linz, nella categoria quattro con piazzandosi al quinto posto. L'anno successivo, nel 2009, sempre nella categoria junior, si è piazzato terzo nei mondiali di Brive-la-Gaillarde.
Nel 2012 ha vinto la medaglia d'oro nel due senza ai mondiali universitari di Kazan'. Nel 2013 ha vinto la medaglia d'oro nel quattro con ai Campionati mondiali under 23 di Linz e, insieme con Vincenzo Abbagnale e il timoniere Enrico D'Aniello, la medaglia d'oro del due con ai Campionati del mondo assoluti, svoltisi a Chungju, nella Corea del Sud.
Nelle gare per i Campionati italiani Parlato ha vinto tre medaglie d'oro, sei d'argento e due di bronzo.

## Palmarès

### Campionati del mondo
| Anno | Categoria    | Manifestazione       | Sede               | Evento      | Risultato |
| ---- | ------------ | -------------------- | ------------------ | ----------- | --------- |
| 2009 | Junior       | Campionati del mondo | Brive-la-Gaillarde | Otto        | Bronzo    |
| 2012 | Universitari | Campionati del mondo | Kazan'             | Due senza   | Oro       |
| 2013 | Under 23     | Campionati del mondo | Linz               | Quattro con | Oro       |
| 2013 | Assoluti     | Campionati del mondo | Chungju            | Due con     | Oro       |
| 2017 | Assoluti     | Campionati del mondo | Sarasota           | Otto        | Bronzo    |